# .nc
.nc és el domini de primer nivell territorial (ccTLD) de Nova Caledònia